# 簾内敬司
簾内 敬司（すのうち けいじ、1951年4月24日 - 2016年7月9日）は、日本の文筆家、作家。

## 来歴
秋田県藤里町生まれ。秋田県立能代高等学校卒業。県北の白神山麓の二ツ井町に在住。1975年より1988年までこの地で秋田書房を経営する。80年代後半より小説も書き始める。2001年『菅江真澄みちのく漂流』で日本エッセイストクラブ賞を受賞。

## 著書
- 竜の子ども 無明舎出版 1978.7 (あきたの民話絵本)
- 白鳥が飛んでいるのは我々の時代の空ではない 詩と書簡 無明舎 1978.6
- 千年の夜（小説）影書房 1989.5
- 東北農山村の戦後改革 1991.10 (岩波ブックレット)
- 宮沢賢治 遠くからの知恵 影書房 1995.7
- 日本北緯40度 戦後精神のかたち 日本経済評論社 1995.10
- 涙ぐむ目で踊る(千年の夜 第2部) 影書房 1997.9
- 菅江真澄みちのく漂流  岩波書店 2001.1
- 獅子ヶ森に降る雨 平凡社 2004.3
- 千三忌（小説）岩波書店 2005.9

## 共編著
- 銃後の戦史 秋田の太平洋戦史 野添憲治共編 秋田書房 1977.8 (あきた文庫)
- 戦争のなかの教師たち 秋田の太平洋戦史2 野添憲治共編 秋田書房 1978.8 (あきた文庫)
- 戦場の証言 秋田の太平洋戦史3 野添憲治共編 秋田書房 1979.8 (あきた文庫)
- 戦争を知っている子どもたち 秋田の太平洋戦史4 野添憲治共編 秋田書房 1980.8 (あきた文庫)
- 原生林に風がふく 森崎和江共著 岩波書店 1996.4
- 山の人生 市川善吉・簾内聞き手 北羽新報社 2008.7 (北羽ブックレット)